# Challenger de Biella II 2021
El torneo Biella Challenger VI 2021 fue un torneo profesional de tenis. Perteneció al ATP Challenger Series 2021. Se disputó en su 15.ª edición sobre superficie tierra batida, en Biella, Italia entre el 17 al el 23 de mayo de 2021.

## Jugadores participantes del cuadro de individuales
| Favorito | País                                  | Jugador          | Rank1 | Posición en el torneo |
| -------- | ------------------------------------- | ---------------- | ----- | --------------------- |
| 1        | Bandera de Italia                     | Paolo Lorenzi    | 167   | Primera ronda         |
| 2        | Bandera de la República Popular China | Zhang Zhizhen    | 183   | Semifinales           |
| 3        | Bandera de Francia                    | Enzo Couacaud    | 188   | FINAL                 |
| 4        | Bandera de Francia                    | Alexandre Müller | 189   | Cuartos de final      |
| 5        | Bandera de Kazajistán                 | Dmitry Popko     | 193   | Primera ronda         |
| 6        | Bandera de Australia                  | Alex Bolt        | 194   | Primera ronda         |
| 7        | Bandera de Brasil                     | João Menezes     | 196   | Primera ronda         |
| 8        | Bandera de Estados Unidos             | Bjorn Fratangelo | 198   | Cuartos de final      |

- 1 Se ha tomado en cuenta el ranking del 10 de mayo de 2021.

### Otros participantes
Los siguientes jugadores recibieron una invitación (wild card), por lo tanto ingresan directamente al cuadro principal (WC):
- Flavio Cobolli
- Paolo Lorenzi
- Stefano Napolitano

Los siguientes jugadores ingresan al cuadro principal tras disputar el cuadro clasificatorio (Q):
- Riccardo Bonadio
- Tomás Martín Etcheverry
- Omar Giacalone
- Tim van Rijthoven

## Campeones

### Individual Masculino
- Thanasi Kokkinakis derrotó en la final a  Enzo Couacaud, 6–3, 6–4

### Dobles Masculino
- Evan King /  Julian Lenz derrotaron en la final a  Karol Drzewiecki /  Sergio Martos Gornés, 3–6, 6–3, [11–9]